# 桂さろめ
桂 さろめ（かつら さろめ、1980年2月20日 - ）は、日本の落語家。本名、工藤希理子。山形県出身。

## 来歴・人物
2007年11月に3代目桂あやめに入門。
趣味はカメラ、ライブ、ヨガ。落語家・講談師のユニット「セブンエイト」のメンバー。同ユニット主催のイベント「7時だヨ!8人集合」に出演している。
2013年当時はブログを不定期に更新していたが、上方落語協会の系図からは削除されており、実質上廃業したものと思われる。
2014年6月現在ブログは閉鎖されており芸能活動は不明。